# ノースウエストアーカンソー・ナチュラルズ
ノースウエストアーカンソー・ナチュラルズ(Northwest Arkansas Naturals)は、MiLB、AA（ダブルA）テキサスリーグ北地区所属の野球チーム。本拠地はアーカンソー州スプリングデールにあるアーベスト・ボールパーク。現在はMLB・カンザスシティ・ロイヤルズ傘下のチームとして活動している。

## 選手名鑑

### 現役選手
| 投手 - 14 スコット・アレクサンダー (Scott Alexander) - 29 アーロン・ブルックス (Aaron Brooks) - 34 マルコム・カルバー (Malcom Culver) - 31 アンディ・ファガーソン (Andy Ferguson) - 33 ジョン・ケック (Jon Keck) - 28 シュガー・レイ・マリモン (Sugar Ray Marimon) - 32 ブルックス・パウンダーズ (Brooks Pounders) - 40 アンドリュー・トリッグス (Andrew Triggs) - 25 カイル・ジマー (Kyle Zimmer) | 投手 - 14 スコット・アレクサンダー (Scott Alexander) - 29 アーロン・ブルックス (Aaron Brooks) - 34 マルコム・カルバー (Malcom Culver) - 31 アンディ・ファガーソン (Andy Ferguson) - 33 ジョン・ケック (Jon Keck) - 28 シュガー・レイ・マリモン (Sugar Ray Marimon) - 32 ブルックス・パウンダーズ (Brooks Pounders) - 40 アンドリュー・トリッグス (Andrew Triggs) - 25 カイル・ジマー (Kyle Zimmer) | 捕手 - 35 フアン・グラテロル (Juan Graterol) 内野手 - -- ブライアン・ボコック (Brian Bocock) - 2 オーランド・カリクステ (Orlando Calixte) - 37 マット・フィールズ (Matt Fields) - 4 アンヘル・フランコ (Angel Franco) 外野手 - 16 ホルヘ・ボニファシオ (Jorge Bonifacio) - 15 ロマン・ヘルナンデス (Roman Hernandez) | 捕手 - 35 フアン・グラテロル (Juan Graterol) 内野手 - -- ブライアン・ボコック (Brian Bocock) - 2 オーランド・カリクステ (Orlando Calixte) - 37 マット・フィールズ (Matt Fields) - 4 アンヘル・フランコ (Angel Franco) 外野手 - 16 ホルヘ・ボニファシオ (Jorge Bonifacio) - 15 ロマン・ヘルナンデス (Roman Hernandez) |
| * 40人ロースター 2016年8月3日更新 [公式サイト(英語)より：ロースター 選手の移籍・故障情報] | | | |